# Ruta de Massachusetts 1A
La Ruta 1A es una carretera estatal en sentido sur–norte en Massachusetts. Es una ruta alterna de la U.S. 1 con tres secciones señalizadas y dos sin señalar. Debido a la configuración por un túnel, por el Big Dig, la Ruta 1A es discontinua en el centro de Boston. Esta ruta pasa por los condados de Bristol, Norfok, Suffolk y Essex.

## Fotos

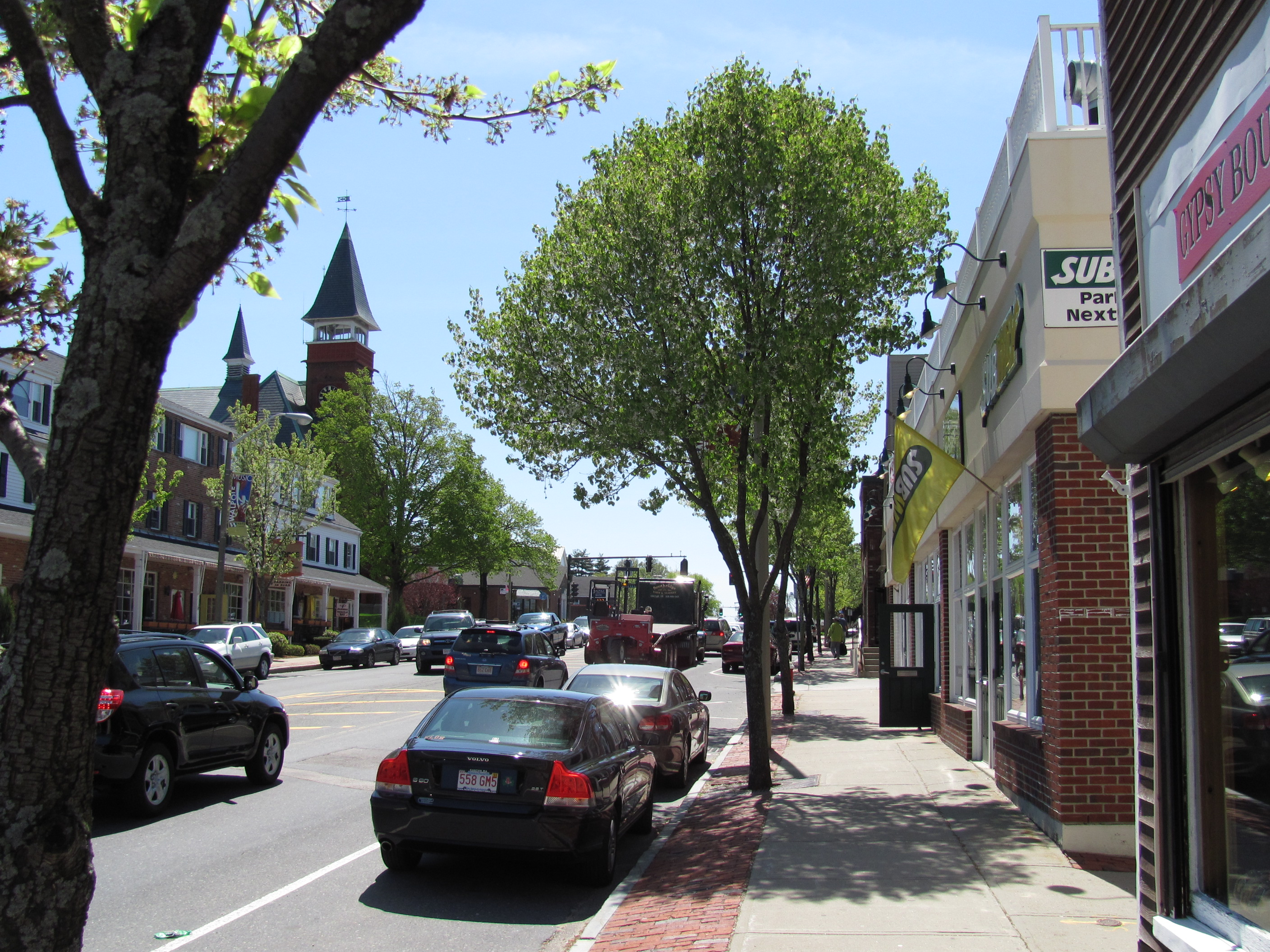
Sentido sur en Walpole
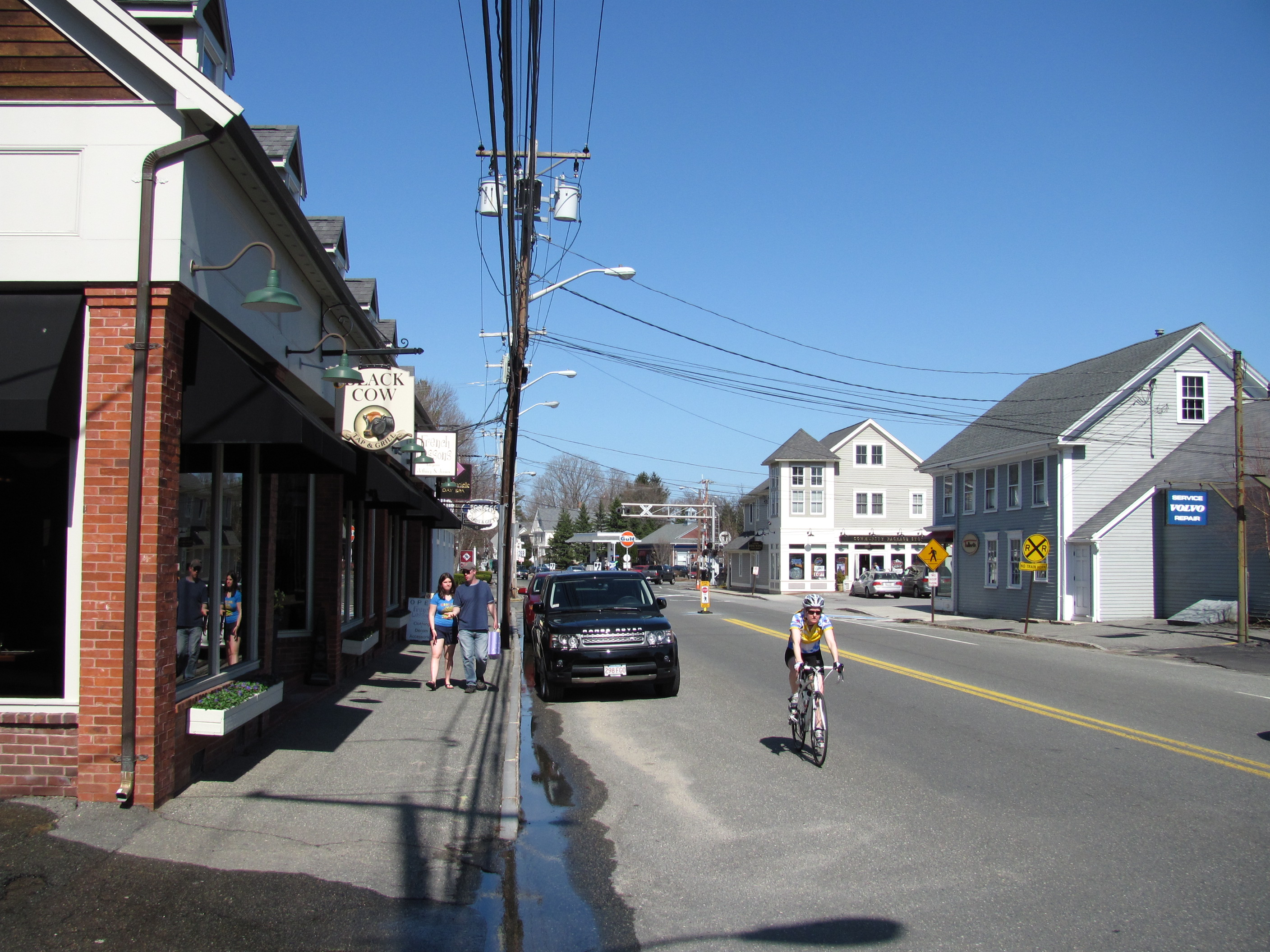
Sentido norte en Hamilton